# Histoire d'Arsenal Football Club
Pour un article plus général, voir Arsenal Football Club.
Cet article présente l'histoire d'Arsenal depuis sa création en 1886. Il est complémentaire de l'article principal.

## Les débuts (1886-1910)

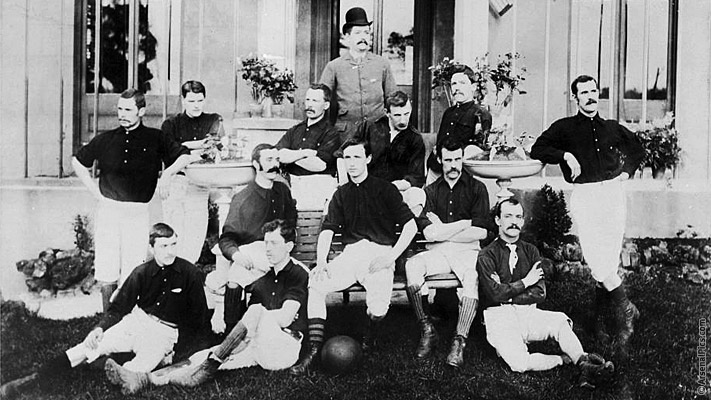
Équipe du Royal Arsenal en 1888-1889

Arsenal est fondé sous le nom Dial Square en 1886 par un groupe d'ouvriers employés à l'atelier de Dial Square, au Royal Arsenal, une usine d'armement située à Woolwich, au sud-est de Londres. L'équipe est emmenée par l'Écossais David Danskin, qui a acheté le premier ballon, et comprend le gardien de but Fred Bearsley, venu de Nottingham Forest, et plus tard rejoint par son coéquipier Morris Bates. C'est de leur ancien club qu'ils obtiendront un jeu de maillots rouges, transmettant ainsi les couleurs que le club d'Arsenal a conservées jusqu'à ce jour.
Dial Square joue son premier match le 11 décembre 1886 contre les Eastern Wanderers sur un terrain d'Isle of Dogs (L'île aux chiens), et gagne par 6-0. Le club est renommé Royal Arsenal peu après, probablement le 25 décembre. Royal Arsenal joue d'abord au Plumstead Common, puis au Manor Ground de Plumstead en 1888, et à Invicta Ground en 1890, avant de retourner au Manor Ground trois ans plus tard.
À partir de ce moment, Arsenal commence à remporter des trophées locaux, gagnant la Kent Senior Cup et la London Charity Cup en 1889-1890 et la London Senior Cup en 1890-1891. Arsenal joue la coupe d'Angleterre pour la première fois en 1889-1890. Il y a cependant un gouffre entre les clubs professionnels du Nord de l'Angleterre et Arsenal, qui doit faire face à la menace de fuite de ses joueurs amateurs vers des clubs professionnels qui font de meilleures offres. Après un match d'Arsenal contre Derby County, qui se termine sur un score nul en 1891, deux joueurs d'Arsenal reçoivent des offres des Rams. En conséquence, le club décide de passer professionnel la même année et simultanément de changer son nom pour Woolwich Arsenal.
Le passage de Woolwich Arsenal au professionnalisme n'est pas bien vu par beaucoup de clubs du Sud de l'Angleterre, et il est banni de compétitions locales par la London Football Association. Le club essaie alors de créer un équivalent de la Football League pour le sud de l'Angleterre, car il ne peut plus disputer que des matchs amicaux et la coupe d'Angleterre. Cette tentative échoue et le futur du club apparait bien compromis, jusqu'à ce que la Football League vienne à son secours en l'invitant à la rejoindre en 1893. Arsenal est le premier club du Sud qui la rejoint, initialement en seconde division. Plusieurs joueurs amateurs quittent alors le club pour former un club concurrent, Royal Ordnance Factories, dont l'existence sera courte.
Woolwich Arsenal joue en seconde division pendant onze saisons. L'équipe occupe généralement le milieu du tableau avant que Harry Bradshaw ne soit nommé entraîneur en 1899. Bradshaw et les stars qui sont recrutées, notamment le gardien Jimmy Ashcroft (le premier international anglais de Arsenal) et le capitaine Jimmy Jackson, sont promus en première division en 1903-1904. cependant, Bradshaw part pour à Fulham avant que les Gunners ne jouent en première division. Malgré de bonnes performances en coupe (le club parvient en demi-finale en 1906 et 1907 en sport) le club décline.
Les problèmes financiers chroniques d'Arsenal sont la raison principale de son déclin. Malgré l'essor du football au début du XXe siècle, l'isolement géographique du club et la population relativement faible de la région de Plumstead (qui est alors juste à l'extérieur de la zone urbaine de Londres) empêchent le développement du nombre de spectateurs et des recettes. Pour rester en activité, Woolwich Arsenal est contraint de vendre ses joueurs vedettes (dont Ashcroft, Tim Coleman et Bert Freeman), et commence à descendre au classement, ce qui aggrave encore la situation financière. Le club est près de la banqueroute, et en 1910 il demande sa liquidation quand un consortium d'hommes d'affaires le rachète. L'actionnaire principal de ces nouveaux propriétaires est Henry Norris, riche propriétaire, et par ailleurs président de Fulham.

## Déménagement à Highbury (1910–1925)
Norris est bien conscient des problèmes dus à la localisation de Woolwich Arsenal et désire augmenter le revenu du club. Il essaie tout d'abord de fusionner Arsenal avec son autre club, Fulham. Cette tentative étant bloquée par la Football League, Norris abandonne l'idée de fusion et considère un déménagement pur et simple. En 1913, alors que le club finit dernier et est relégué en deuxième division, Woolwich Arsenal déménage du sud-est de Londres pour Highbury, au nord de la ville. Malgré les objections des supporters qui habitent Woolwich et celles des résidents de Highbury, Norris tient bon et le changement est effectué. Il en aurait coûté 125 000 livres anglaises (une somme énorme pour l'époque) pour construire le nouveau stade, conçu par Archibald Leitch.
Connu alors sous le nom de The Arsenal, après avoir supprimé Woolwich de leur nom en 1914, le club rejoint la première division en 1919, en dépit du fait qu'il termine 5e la saison précédente, en 1915 (avant l'interruption des compétitions à cause de la première Guerre mondiale). La première division passe en effet de 20 à 22 équipes, et deux clubs supplémentaires sont admis lors d'une réunion générale de la Football League. L'une est accordée à Chelsea, qui a fini 19e en première division et devait être relégué. L'autre place devait être offerte au club placé 20e, Tottenham Hotspur (également relégué), ou encore à Barnsley ou aux Wolves, respectivement 3e et 4e de seconde division en 1915.
Au lieu de cela, la League décide de promouvoir Arsenal qui est placé 5e, privilégiant l'histoire du club à son mérite présent. Norris avait argumenté qu'Arsenal devait être promu "pour services rendus au football de ligue", ayant été le premier club du sud à intégrer la Football League. Celle-ci est d'accord avec cet argument, et par 18 votes contre 8 elle décide la promotion d'Arsenal, au lieu du maintien de Tottenham, ce qui est la source de l'animosité entre les deux clubs, qui s'est perpétuée jusqu'à aujourd'hui. Des arrangements auraient eu lieu, on évoque même la corruption de certains membres par Sir Henry Norris, par exemple son grand ami John McKenna, le président de Liverpool et de la Football League. Aucune preuve tangible n'a jamais été apportée, cependant d'autres aspects des tractations financières de Norris, sans rapport avec la promotion de Arsenal, ont nourri les soupçons. Arsenal est resté en première division depuis cette époque, et détient d'ailleurs le record de longévité en première division sans interruption.
Bien que le déménagement à Highbury ait amené plus de spectateurs et éloigné le spectre de la ruine financière, le retour d'Arsenal en première division n'est pas immédiatement couronné de succès. Sous la conduite de Leslie Knighton, le club finit au mieux 9e au classement, et en 1924 il est près de descendre en deuxième division, finissant 19e avec un seul point d'écart par rapport au premier relégué. Arsenal ne fait pas mieux la saison suivante, et finit 20e (mais paradoxalement moins proche de la relégation puisqu'avec sept points de plus que le dernier relégué). C'en est trop pour Norris qui limoge Knighton en mai 1925 et nomme Herbert Chapman, le manager de Hudderfield Town.

## L'ère Chapman (1925–1934)

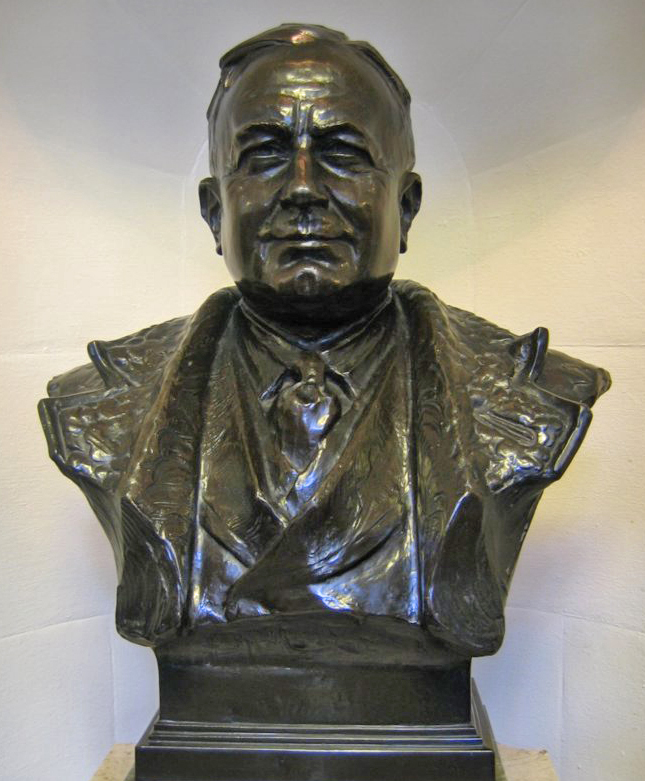
Le buste de Herbert Chapman dans le hall du Arsenal Stadium commémore ses hauts faits.

Chapman change de nombreuses pratiques du club, il modernise en particulier l'entraînement et la physiothérapie, il a l'idée d'ajouter des numéros sur les maillots des joueurs, il modifie les couleurs du club en ajoutant des manches blanches au maillot rouge. C'est aussi durant l'ère de Chapman que le club prend son nom définitif de Arsenal, et il serait à l'origine du changement de nom de la station de métro locale qui passe de Gillespie Road à Arsenal. À cette époque, Chapman bénéficie de fonds appréciables pour les transferts, grâce aux recettes du nouveau stade et au changement d'état d'esprit de Henry Norris : auparavant très prudent, il dépense maintenant sans compter pour son club.
Aussi Chapman recrute-t-il tout d'abord le vétéran Charlie Buchan de Sunderland. En plus de son apport sur le terrain, Buchan joue un rôle important en coulisses. Après une déroute d'Arsenal contre Newcastle United par 7-0 en octobre 1925, Buchan suggère de changer la formation de l'équipe pour l'adapter à l'assouplissement de la règle du hors-jeu, en adoptant la formation en WM qui renforce la défense en faisant reculer un demi en arrière central et décale les deux autres arrières en position de latéraux. Au fil du temps, Chapman poursuit l'évolution de l'équipe, insistant sur l'importance de la rapidité de sa ligne d'attaque, sur la capacité des ailiers à repiquer vers le centre, et sur le caractère indispensable d'un milieu de terrain créateur. Chapman montre également sa capacité à trouver le bon joueur pour chaque poste, et il construit petit à petit une équipe capable de dominer le football anglais.
Arsenal finit second lors de la première saison de Chapman (leur meilleur résultat à ce moment-là). Mais ce résultat est trompeur, et lors des saisons suivantes Arsenal reste au milieu du classement alors que Chapman prend le temps de façonner l'équipe. Il recrute l'ailier Joe Hulme, l'avant Jack Lambert et les défenseurs Tom Parker et Herbie Roberts. En 1927, Arsenal atteint la finale de la FA Cup pour la première fois, mais perd sans gloire par 1-0 contre les Gallois de Cardiff City après que son gardien eut laissé filer le ballon dans ses filets sur un tir anodin de Cardiff. C'est la seule fois dans l'histoire de la coupe qu'un club non anglais remporte le trophée.
Chapman n'est pas découragé et continue à construire son équipe, recrutant le futur capitaine Eddie Hapgood, ainsi que trois des grands attaquants de l'histoire du club : David Jack, Alex James et Cliff Bastin. Alex James surtout, meilleur joueur au milieu de terrain et pourvoyeur de ballons pour les attaquants, devient le moteur de l'équipe. Trois ans après la première finale de coupe, en 1930, Arsenal atteint à nouveau la dernière marche, cette fois contre l'ancienne équipe de Chapman, Hudderfield Town. Arsenal l'emporte par 2-0 avec des buts de James et Lambert, et gagne ainsi son premier trophée.
Ce succès en coupe est le premier d'une décennie pendant laquelle Arsenal domine l'Angleterre. Sous la conduite de Chapman, Arsenal est champion d'Angleterre pour la première fois en 1931, marquant 127 buts cette saison-là. La saison suivante, il atteint à nouveau la finale de FA Cup, perdant de manière controversée par 2-1 contre Newcastle. Arsenal perd aussi le championnat en 1932, finissant deux points derrière Everton.
Arsenal rebondit l'année suivante, remportant un deuxième titre de champion en 1933. Après avoir de nouveau mal entamé la saison, Arsenal enchaîne avec une longue série de victoires et termine, en avril, à Highbury, par un succès 5-0 contre le second Aston Villa, remportant ainsi le titre.
Les premières recrues de Chapman commencent alors à prendre de l'âge, aussi, pour préparer l'avenir, Chapman recrute-t-il George Male et Ray Bowden, qui remplacent Tom Parker et David Jack. La seule ombre au tableau à cette époque est une triste défaite contre une équipe de troisième division, Walsall, en FA Cup. Privé de cinq titulaires en raison de blessures et d'une épidémie de grippe, Arsenal dispose pourtant de bons joueurs en réserve et se doit de gagner, mais contre toute attente Arsenal perd par 2-0. C'est une des plus grandes surprises de l'histoire de la coupe. À la suite de cette défaite, Chapman se sépare de Tommy Black (qui a concédé le pénalty sur le second but de Walsall), et le cède à Plymouth Argyle.

## Trois titres d'affilée (1934–1939)

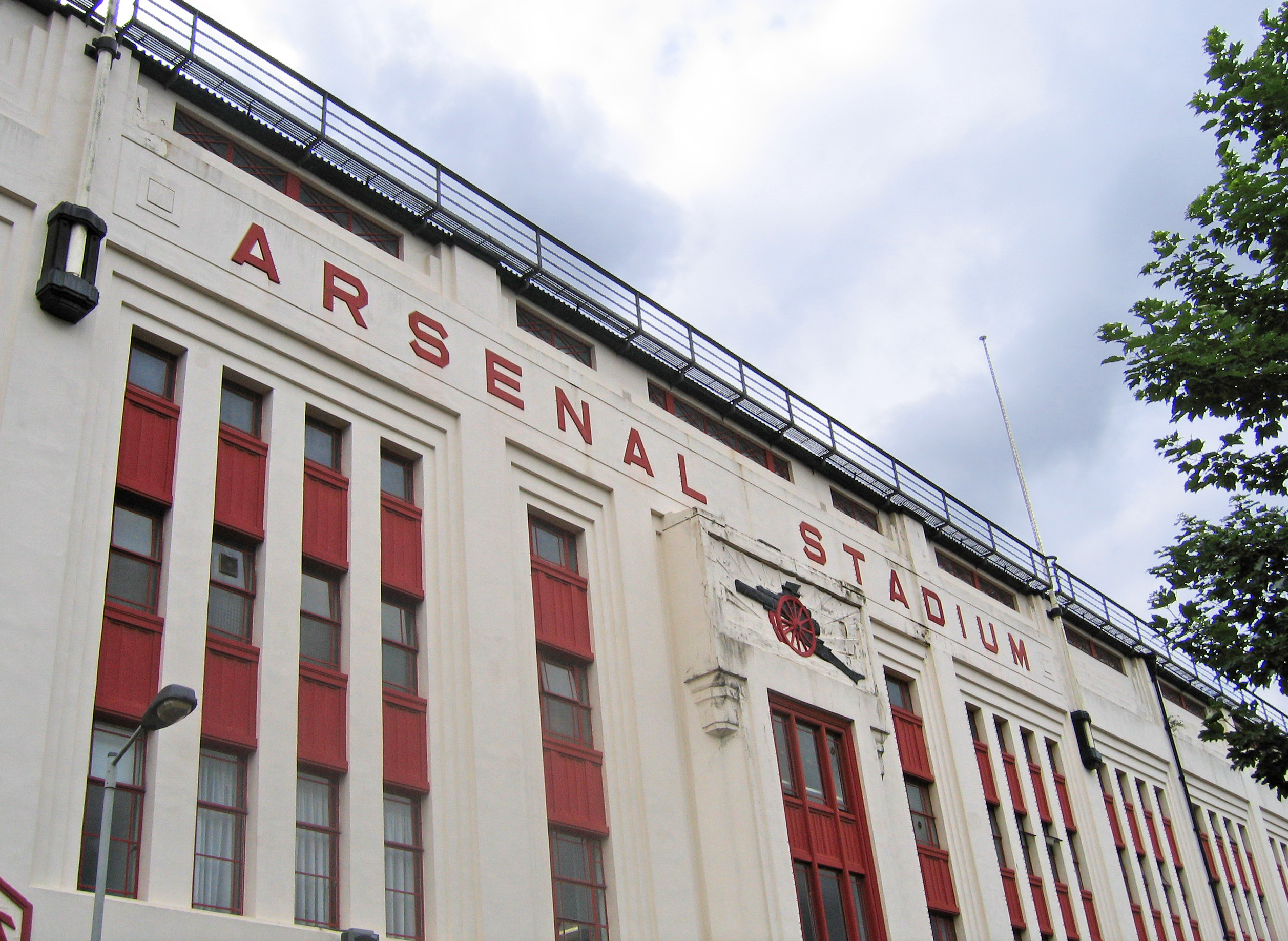
Tribune Est de Arsenal Stadium, construite en 1936

Arsenal débute bien la saison 1933-1934 mais une tragédie survient en janvier 1934 avec la disparition soudaine de Herbert Chapman qui meurt d'une pneumonie. Sous la conduite de Joe Shaw, qui remplace Chapman par intérim, Arsenal conserve son titre bien que Hulme et James soient absent pendant une bonne partie de la saison, raison pour laquelle l'attaque d'Arsenal n'est pas aussi efficace que la saison précédente (75 buts marqués au lieu de 118 en 1932-1933).
George Allison devient manager à temps plein et recrute plusieurs nouveaux joueurs, dont Jack Crayston et Wilf Copping au milieu de terrain et le gardien Ted Drake. Allison complète alors une série de trois victoires consécutives en 1935. L'attaque est à nouveau performante, Drake marque un total record de 42 buts en une saison et Arsenal réalise quelques "cartons" mémorables. L'équipe est si forte que sept de ses joueurs font partie de l'équipe d'Angleterre qui bat l'Italie par 3-2, un record qui tient toujours.
Les succès d'Arsenal attirent de plus en plus de spectateurs. Le stade de Highbury est agrandi selon les plans de Archibald Leitch sur un style Art déco, resté visible jusqu'à aujourd'hui. Le record d'affluence est établi le 9 mars 1935 à l'occasion d'un match contre Sunderland, avec 73 295 spectateurs présents.
La décennie de domination d'Arsenal se conclut par une deuxième victoire en FA Cup en 1936, par 1-0 contre Sheffield United, grâce à un but de Drake. Après son titre de 1935, Arsenal baisse de régime, affaibli par la retraite sportive d'Alex James et par la baisse de niveau d'autres joueurs, comme Bastin. Malgré tout, Arsenal remporte son cinquième titre en 1938.

## La seconde Guerre mondiale (1939–1945)
Le championnat de première division est suspendu en 1939 avec le déclenchement de la Seconde Guerre mondiale. Pendant le Blitz, le stade de Highbury est réquisitionné et sert d'abri pendant les raids aériens, il est en partie endommagé lors d'un bombardement.
Arsenal dispute alors ses matchs à domicile sur le terrain de son concurrent, Tottenham : White Hart Lane. Les matchs disputés pendant la guerre ne comptent pas comme rencontres officielles, les équipes ne disputent pas toutes les rencontres d'une saison et certains joueurs sont retenus par l'armée. Arsenal remporte une coupe de ligue de guerre Sud en 1943 et le championnat équivalent en 1941, 1943 et 1944.
En novembre 1945, Arsenal dispute un match très controversé contre le Dynamo de Moscou, en tournée en Angleterre. Plusieurs joueurs d'Arsenal sont indisponibles, car mobilisés par l'armée, ils sont remplacés par des joueurs invités comme Stanley Matthews et Stan Mortensen. Le Dynamo remporte le match par 4-3 après avoir été mené 3-1 à la mi-temps, mais la façon dont ce succès a été obtenu donne lieu à de nombreuses polémiques, renforcées par le brouillard épais qui règne ce jour-là sur la pelouse. Le Dynamo aurait aligné douze joueurs à un moment et mis l'arbitre sous pression pour annuler le match. Les Soviétiques dénoncent quant à eux le jeu violent d'Arsenal, et accusent George Allison d'avoir parié sur le résultat du match.

## L'après-guerre (1945–1966)

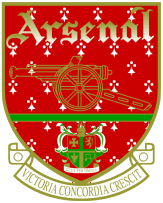
Arsenal adopte ce blason en 1949 et le conserve jusqu'en 2002.

La guerre a mis un terme prématuré à la carrière de plusieurs joueurs du club, en particulier celle de Bastin et Drake. De plus, le coût de remise en état de Highbury est un poids financier pour Arsenal. L'équipe finit seulement à la 13e place du championnat en 1946-1947. George Allison se retire du football à la fin de cette saison, il est remplacé par son assistant Tom Whittaker.
Whittaker connaît immédiatement le succès à la tête du club, remportant le championnat en 1948. Sous la conduite de son capitaine, Joe Mercer, et grâce à l'efficacité de ses attaquants Reg Lewis et Ronnie Rooke, Arsenal prend la tête au classement en octobre et n'est plus rejoint par la suite. Whittaker recrute de jeunes joueurs comme Doug Lishman, Alex Forbes et Cliff Holton pour abaisser la moyenne d'âge de son équipe. Arsenal remporte la Cup en 1950, Reg Lewis marque les deux buts de son équipe qui bat Liverpool par 2-0.
Arsenal manque de réussir le doublé en 1952, mais échoue en fin de championnat (il finit 3e à égalité avec Tottenham, Manchester United étant sacré champion), avant de perdre une semaine plus tard contre Newcastle en finale de FA Cup.
Plutôt que de céder au découragement après son échec de l'année précédente, Arsenal remporte le championnat pour la 7e fois en 1953. Un titre acquis de justesse puisqu'il se joue à la différence de buts. C'est le dernier titre d'Arsenal avant une longue période de 17 ans d'insuccès. Le club n'attire plus de stars et a le malheur de perdre Tom Whittaker qui décède en 1956. Pas grand chose n'est à inscrire au crédit d'Arsenal pendant les années qui suivent si ce n'est une 3e place dans le championnat en 1959. Arsenal finit généralement au milieu du classement du championnat et n'a guère plus de chance en coupe puisqu'après sa finale de 1952 il ne dépasse pas le stade des quarts de finale jusqu'en 1971.
Jack Crayston et George Swindin, deux anciens joueurs, se succèdent à la suite de Whittaker mais n'ont pas la même réussite. En 1962, Arsenal recrute Billy Wright comme manager. Il n'a pas plus de succès, mis à part les débuts du club en compétitions européennes, précisément en coupe UEFA, après une 7e place dans le championnat en 1963. Pour la dernière saison de Wright en 1965-1966, avant son renvoi, Arsenal finit 14e, son plus mauvais résultat depuis 36 ans. La moyenne de spectateurs de Highbury est également historiquement basse (4 554). George Eastham est le seul joueur d'Arsenal à participer à la campagne victorieuse de l'Angleterre en coupe du monde 1966.

## Le premier doublé (1966–1976)
À la suite du renvoi de Billy Wright, durant l'été 1966, Arsenal nomme le physiothérapeute Bertie Mee pour lui succéder comme manager du club : une surprise y compris pour lui-même. L'équipe de jeunes d'Arsenal gagne la FA Youth Cup (Coupe des jeunes de la Football Association) en 1966, elle comprend des joueurs de talent, comme Charlie George, John Radford et Ray Kennedy, qui viennent bientôt renforcer l'équipe fanion. Mee complète l'équipe avec des joueurs d'expérience comme le capitaine Frank McLintock, au centre de la défense, et le milieu défensif Peter Storey. Cette équipe fait des débuts prometteurs en atteignant deux fois de suite la finale de la FA Cup en 1968 et 1969. Deux échecs malheureusement pour Arsenal qui perd par 1-0 contre Leeds United puis par 3-1 contre la modeste équipe de troisième division de Swindon Town.
Cette saison n'est pas un échec complet pour Arsenal qui termine 4e du championnat, ce qui permet aux Gunners de se qualifier pour une coupe d'Europe l'année suivante et de gagner son premier trophée en 17 ans en remportant en 1970 la Coupe des villes de foires. Arsenal bat l'Ajax Amsterdam en demi-finale puis Anderlecht en finale. Au match aller les Gunners sont menés par 3-0 mais Ray Kennedy leur redonne espoir en marquant à la 74e minute le but du 3-1. Au match retour, Arsenal l'emporte par 3-0 à Highbury grâce à des buts de John Radford, Eddie Kelly et Jon Samuels. Le trophée est donc remporté sur le score cumulé de 4-3.
Le temps fort de cette période est le premier doublé que le club réalise en 1971 en remportant la FA Cup et le championnat. Arsenal débute assez mal le championnat en perdant par 0-5 contre Stoke City, mais l'équipe fait ensuite une belle remontée au classement et remporte le titre. Arsenal doit d'ailleurs battre les rivaux de Tottenham sur leur terrain lors de la dernière journée, pour écarter Leeds United, autre prétendant au titre. Les Gunners réussissent à gagner 1-0 à Tottenham grâce à un but de Ray Kennedy et sont donc sacrés. Cinq jours plus tard, Arsenal bat Liverpool par 2-1 en finale de la FA Cup. Arsenal est mené 0-1 au début de la prolongation, puis Eddie Kelly égalise et Charlie George marque le but de la victoire.
Ce doublé est en fait une réussite marquante au milieu d'une période traversée par toute une série d'échecs lors de compétitions qu'Arsenal aurait pu remporter ou dans lesquelles l'équipe aurait au moins pu mieux figurer. Arsenal recrute Alan Ball qui fut champion du monde en 1966, malgré cela le club débute mal la saison 1971-72 avec trois défaites et finit le championnat à la 5e place. Les Gunners sont éliminés en quarts de finale de la coupe d'Europe par l'Ajax d'Amsterdam qui est alors au sommet de son art. Arsenal atteint aussi la finale de la FA Cup pour la deuxième année consécutive, mais perd à nouveau par 0-1 contre Leeds United.
Arsenal finit deuxième du championnat en 1973, le club est alors sur le déclin et finit seulement 16e en 1975 et 17e en 1976, le plus mauvais classement depuis 40 ans. Ces mauvaises prestations entraînent la démission de Mee et son remplacement par Terry Neill, un ancien joueur de Arsenal et ex-entraîneur de Tottenham.

## Fortunes diverses (1976–1986)
Sous la conduite de Terry Neill, Arsenal remonte dans la première moitié du classement en championnat, en particulier grâce à l'apport de Liam Brady qui fait partie d'un fort contingent irlandais en compagnie de Pat Rice, Frank Stapleton, Pat Jennings et David O'Leary. Bien qu'ils ne soient pas capable de rivaliser avec Liverpool, qui domine la décennie, les Gunners tirent leur épingle du jeu avec trois finales consécutives en FA Cup de 1978 à 1980. Seule la finale de 1979 est remportée contre Manchester United. Arsenal mène 2-0 grâce à des buts de Brian Talbot et Frank Stapleton, mais Manchester marque deux fois et le match se dirige vers une prolongation, quand finalement Arsenal s'impose grâce à un but de Alan Sunderland dans les arrêts de jeu.
Lors de la saison 1979-1980, Arsenal joue 70 matchs (un record) et atteint les finales de deux coupes, mais termine sans trophée ni titre. En finale de FA Cup, Arsenal est favori contre une équipe de 2e division, West Ham United, mais s'incline 1-0. Les Gunners perdent aussi en finale de la coupe d'Europe des vainqueurs de coupe contre les Espagnols du Valence CF, le match se termine sur un score nul (0-0) et Arsenal perd aux tirs au but.
Liam Brady part alors pour la Juventus et le club traverse une nouvelle période creuse. Terry Neill essaie alors de recruter Diego Maradona pour remplacer Brady pour les saisons à venir. Sans succès, le prodige argentin signe au FC Barcelone. Arsenal termine régulièrement dans les quatre premiers du championnat sans remporter aucun titre. Le club n'a pas plus de réussite en coupe, les Gunners atteignent au mieux les demi-finales en 1983, alors éliminés par Manchester United.
Terry Neill éprouve des difficultés pour contrôler ses joueurs, notamment Alan Hudson et Malcolm Macdonald, il est limogé en décembre 1983 après un mauvais début de saison, notamment une élimination en coupe de la League contre Walsall.
Don Howe, qui a servi le club pendant longtemps, succède à Neill mais il ne réussit pas non plus à remporter de trophée. Sous sa direction, Arsenal finit aux places d'honneur en championnat (6e et 7e) mais est sorti de FA Cup par un club de troisième division, York City. De plus en plus déçus, les supporters sont de moins en moins nombreux à assister aux matchs : la moyenne d'affluence tombe à moins de 20 000. Howe démissionne en mars 1986 après avoir eu vent des approches du club auprès de Terry Venables, pour le remplacer.

## Les années George Graham (1986–1995)
Le 14 mai 1986, George Graham, ancien joueur d'Arsenal alors manager de Millwall, est nommé en remplacement de Howe : c'est le début d'une période en or pour le club. Graham remplace la vieille garde et recrute de nouveaux joueurs, tout en imposant une discipline plus stricte que celle de ses prédécesseurs, sur le terrain comme en dehors. Arsenal est en tête du championnat en décembre 1986, c'est la première fois depuis une dizaine d'années, une jolie façon de célébrer le centenaire du club.
Bien qu'Arsenal ne finisse que quatrième du championnat pour la première saison de Graham, le club remporte la League Cup de 1987 après un parcours à rebondissements. En demi-finale, Arsenal remonte un score de 0-2 contre son rival de toujours, Tottenham, en marquant deux fois et en provoquant un deuxième match remporté 2-1. En finale contre Liverpool, les Gunners sont menés 0-1 mais l'emportent 2-1 grâce à deux buts de Charlie Nicholas.
Arsenal perd la finale de coupe de la Ligue l'année suivante, mais l'équipe est performante avec une défense dirigée par Tony Adams, accompagné de Lee Dixon, Steve Bould et Nigel Winterburn. Cela demeure la composition de base de la défense pendant une dizaine d'années. Le club est à nouveau champion d'Angleterre en 1989, son premier titre depuis 1971. Le titre se joue lors de la dernière journée contre l'autre prétendant, Liverpool, qu'Arsenal rencontre à l'extérieur, à Anfield. Arsenal doit gagner par deux buts d'écart pour remporter le titre, Alan Smith en marque un au début de deuxième mi-temps. Mais cela ne suffit pas et le score reste bloqué en faveur de Liverpool à la 90e minute. Les Reds se voient déjà champions, mais alors qu'il ne reste que quelques secondes à jouer Michael Thomas marque le 2e but d'un lob sur le gardien de Liverpool, Bruce Grobbelaar. Arsenal est sacré champion à la surprise générale.
Arsenal est de nouveau champion d'Angleterre en 1991, avec ses nouvelles recrues David Seaman et Anders Limpar, en ne perdant qu'un match et en finissant avec sept points d'avance sur le second. Les Gunners sont éliminés en demi-finale de la FA Cup par Tottenham et ne peuvent donc pas réaliser le doublé.
Durant la saison 1991-1992, Arsenal recrute Ian Wright de Crystal Palace et fait sa rentrée en coupe d'Europe après 20 ans d'absence. Les Gunners sont éliminés dès le second tour par Benfica, leur saison est sauvée seulement par une 4e place en championnat.
La tactique d'Arsenal change alors, l'équipe devient plus défensive : c'est la grande époque du Boring Arsenal ("Arsenal l'ennuyeux"). Un choix payant puisqu'en 1992-1993 Arsenal remporte la FA Cup et la coupe de la League. La finale de FA Cup contre Sheffield Wednesday doit cependant être rejouée car le premier match se termine sur une égalité 1-1. Le second match donne lui aussi lieu à une égalité et Arsenal ne l'emporte qu'à la fin des prolongations grâce à un but de Andy Linighan.
Arsenal remporte son deuxième trophée européen en 1994, la Coupe d'Europe des vainqueurs de coupe, en battant le tenant du titre, Parme, par 1-0. C'est le dernier trophée pour Graham qui est renvoyé en février de l'année suivante pour avoir reçu une commission illégale sur le transfert de John Jensen en 1992.

## L'entre-deux-règnes (1995–1996)
Le manager adjoint, Stewart Houston, prend en charge l'équipe pour finir la saison 1994-95. Arsenal ne finit que 12e du championnat mais dispute de nouveau la finale de la coupe d'Europe des vainqueurs de coupe après une demi-finale très disputée contre la Sampdoria de Gênes (score cumulé de 5-5, victoire aux tirs au but). Les Gunners sont battus en finale par le Real Saragosse par 2-1 après prolongations.
En juin 1995, Arsenal nomme au poste de manager Bruce Rioch, qui vient de mener les Bolton Wanderers en finale de FA Cup et à la montée en Premier League. Rioch recrute Dennis Bergkamp qui forme alors un bon duo d'attaquants avec Ian Wright. Les Gunners parviennent en demi-finale de la coupe de la League et finissent à la 5e place du championnat, ce qui leur permet de participer à la coupe UEFA en 1996-1997. Rioch est pourtant limogé de façon subite en août 1996, en raison de désaccords avec le comité directeur à propos du budget des transferts. Il est remplacé par l'intérimaire Stewart Houston, qui démissionne après un mois pour prendre le contrôle de QPR, et auquel succède pour quelques matches Pat Rice, jusqu'ici responsable des équipes de jeunes. Cette période trouble se termine lorsqu'Arsène Wenger est nommé manager de l'équipe en septembre 1996.

## Arrivée d'Arsène Wenger: deux doublés de plus (1996-2003)

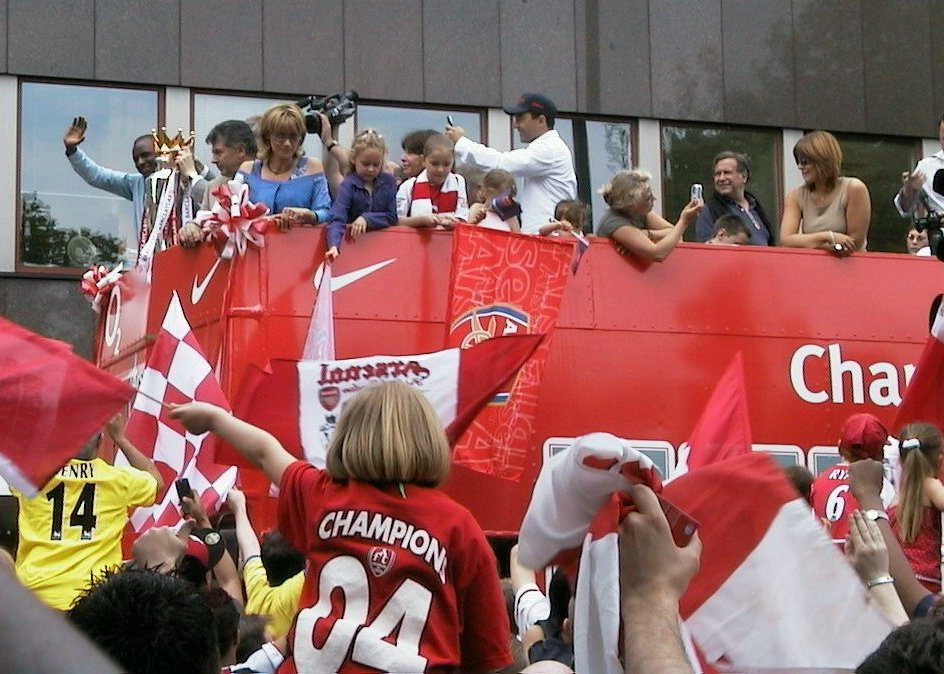
Les joueurs et les fans d'Arsenal célèbrent le titre de 2004

Arsène Wenger est le premier manager non britannique du club. Bien qu'arrivé dans un relatif anonymat (les tabloïds anglais titrant, le lendemain de sa nomination « Arsene Who? »), Wenger bouleverse les habitudes du club londonien. Il apporte une nouvelle approche tactique, plus offensive, un nouveau régime d'entraînement mais continue de s'appuyer sur la plupart des cadres historiques de l'équipe comme Tony Adams, Martin Keown ou encore Lee Dixon, Winterburn, et Bould. L’équipe finit 3e du championnat en 1997, elle perd la seconde place à la différence de but mais obtient tout de même une place en Coupe UEFA pour la saison 1997-1998.
Wenger reconstruit l'équipe avec plusieurs joueurs français alors inconnus au Royaume-Uni : Patrick Vieira (recruté sur les recommandations de Wenger avant sa nomination officielle), Nicolas Anelka et Emmanuel Petit. Il recrute aussi le néerlandais Marc Overmars pendant l'été 1997. Il conserve aussi Pat Rice comme adjoint.
Lors de la saison 1997-1998, porté par les performances de haut niveau de son attaquant Dennis Bergkamp, Arsenal réalise le second doublé Coupe-Championnat de son histoire en terminant champion d'Angleterre devant Manchester United et en remportant la FA Cup face à Newcastle. Wenger devient le premier entraîneur étranger à remporter le titre de champion d'Angleterre. Avec 185 buts, Ian Wright bat le record de meilleur buteur du club (jusqu'ici détenu par Cliff Bastin), avant de quitter le club durant l'été 1998.
Malgré la signature de Fredrik Ljungberg en 1998 et de Thierry Henry un an plus tard, Arsenal connait une période creuse en passant parfois près du succès. Les Gunners devancent leurs concurrents pendant une bonne partie du championnat 1998-1999 mais sont dépassés par Manchester United lors de la course au titre. Ils perdent aussi en demi-finale de la FA Cup contre Manchester United, vainqueur du triplé en 1999 et de trois championnat consécutifs entre 1999 et 2001.
Arsenal finit de nouveau deuxième en championnat d'Angleterre en 2000, mais cette fois loin de Manchester United (18 points). Les Gunners échouent aussi en Ligue des champions, finissant 3e de leur groupe au premier tour, une place qui leur permet cependant de participer à la coupe UEFA. Arsenal parvient en finale de coupe UEFA mais est battu par le Galatasaray aux tirs au but.
Arsenal est de nouveau le dauphin de Manchester United au terme du championnat en 2001, cette fois à dix points de distance. L'équipe parvient en finale de la coupe mais est battue 2-1 par Liverpool au Millennium Stadium de Cardiff. Les Gunners atteignent également les quarts de finale de la Ligue des champions, ce qui ne leur est pas arrivé depuis 1972, mais ils sont éliminés par le Valence CF, futur finaliste.
Wenger doit alors reconstruire l'équipe pour compenser les départs d'Anelka, Overmars et Petit et préparer le futur remplacement d'Adams et Dixon qui effectuent leur dernière saison. Durant l'été 2001, il parvient en effet à faire venir gratuitement à Highbury le capitaine du rival Tottenham Hotspur, Sol Campbell. Il recrute aussi Lauren en défense, et titularise Ashley Cole qui est issu du centre de formation. Au milieu du terrain il s'adjoint les services de Robert Pirès et recrute Sylvain Wiltord en attaque pour aider Thierry Henry qui s'est bien adapté au jeu anglais et est devenu l'un des meilleurs buteurs du championnat.
Emmenés par les performances époustouflantes de leur attaquant Thierry Henry, meilleur buteur du championnat, et de Robert Pirès, meilleur passeur, les Gunners retrouvent les sommets du football anglais dès l'année suivante. Le club termine champion d'Angleterre (sept points devant Liverpool) et s'impose face à Chelsea en finale de FA Cup pour réaliser le troisième doublé Coupe-Championnat de son histoire. L'année suivante, le club perd le titre face à Manchester United mais conserve sa couronne en FA Cup en s'imposant 1-0 en finale contre Southampton grâce à un but de Robert Pirès. L'attaque devient le point fort d'Arsenal qui réussit son troisième doublé en 2002. Les Gunners sont les premiers à marquer pendant tous leurs matchs de championnat, et aussi les premiers à remporter tous leurs matches à l'extérieur d'une saison. Arsenal finit avec sept points d'avance sur le second, Liverpool, et complète ce succès en remportant aussi la FA Cup grâce à une victoire sur Chelsea (2-0).
En 2002-03, Arsenal devient le premier club à conserver la FA Cup d'une année sur l'autre depuis vingt ans. Les Gunners battent Southampton en finale. Le club perd cependant son titre de champion, terminant la saison à cinq points de Manchester United.
Cette période faste pour les Gunners entraîne une forte internationalisation du club. Bien aidé par la popularité des nombreux français dans le vestiaire et par des résultats excellents, le club devient peu à peu l'un des plus populaires et les plus suivis au monde. Il s'agit également de l'apogée de la carrière de l'attaquant français Thierry Henry, véritable star mondiale et meilleur buteur du championnat d'Angleterre à quatre reprises entre 2002 et 2007. Arsenal est alors considéré comme l'un des quatre clubs anglais les plus importants avec Manchester United, Chelsea et Liverpool, ils forment le « Big Four ».
C'est durant cette période que s'intensifie fortement la rivalité avec Manchester United. Sir Alex Ferguson et Wenger sont alors considérés comme les deux meilleurs tacticiens du royaume et se livrent plusieurs batailles mémorables pour le titre. Les deux clubs se sont en effet partagés tous les titres de champion d'Angleterre entre 1996 et 2004. La rivalité sur le banc de touche est également visible sur le terrain, en témoignent les nombreux incidents entre les deux capitaines Roy Keane et Patrick Vieira.

## Les «Invincibles» et la finale de Ligue des champions (2003-2006)

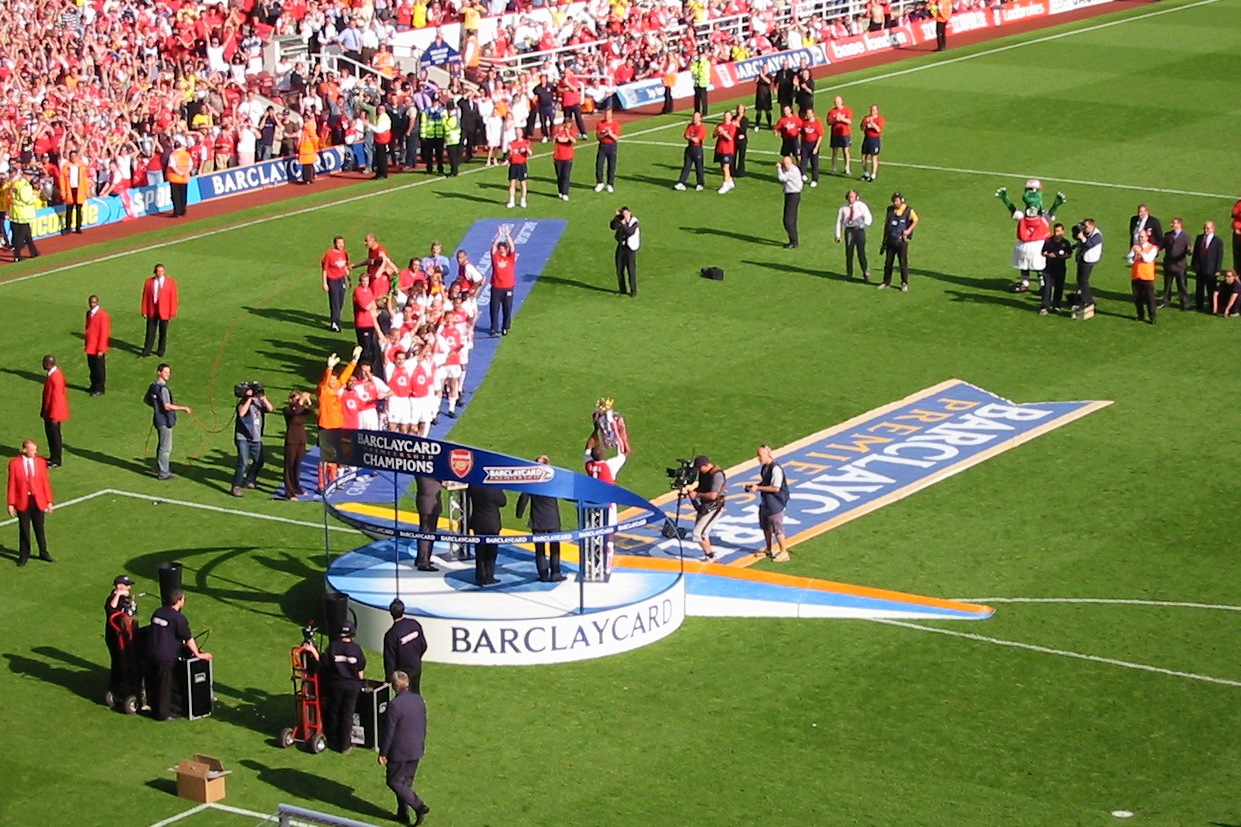
Patrick Vieira, capitaine d'Arsenal, soulève le trophée de champion d'Angleterre 2004.

Le championnat 2003-2004 voit Arsenal réaliser une saison exceptionnelle sans aucune défaite, et avec 12 matchs nuls et surtout 26 victoires. Le 24 avril 2004, le club est officiellement sacré champion d'Angleterre pour la treizième fois de son histoire sur le terrain du rival local, les Tottenham Hotspurs. Le 15 mai 2004, bien que le titre soit acquis, la victoire face à Leicester City permet au club d'entrer un peu plus dans l'histoire puisque Wenger et ses joueurs réussissent à rester invaincus durant toute la saison. Avec cette performance, le club est surnommé « l'invincible Arsenal ». Le club termine avec onze points d'avance sur le second, Chelsea, et devient le deuxième club à finir une saison de championnat invaincu, Preston North End ayant réussi cet exploit en 1889. Arsenal a moins de succès en Ligue des champions (éliminé en quarts de finale par leurs rivaux londoniens de Chelsea) et en FA Cup (battu en demi-finale par Manchester United).
Les Gunners ne parviennent pas à conserver leur titre de champion en 2004-2005, ils finissent deuxièmes au classement avec 12 points de retard sur Chelsea. Mais grâce à un bon début de saison, l'équipe réussit à porter son record d'invincibilité à 49 matchs consécutifs en championnat, un record qui restera sans doute longtemps difficile à battre. Le 24 octobre 2004, les Gunners, invaincus en Premier League depuis 49 matchs se déplacent à Old Trafford pour y défier United. Les deux entraineurs alignent tous les deux leur équipe type pour ce match au sommet dont Ferguson sort vainqueur. Grâce à deux buts en fin de match, de Ruud van Nistelrooy et de Wayne Rooney, les Red Devils s'imposent et brisent ainsi la série d'invincibilité d'Arsenal. Après le match, une bagarre éclate dans le tunnel et dans les vestaires et Ferguson reçoit un morceau de pizza dans la figure, lancé par le jeune milieu Cesc Fàbregas. Cette rencontre est ainsi qualifiée de "Pizzagate" ou de "Battle of the buffet" par la presse. Arsenal perd son titre en championnat en terminant second derrière Chelsea et est une nouvelle fois incapable de répondre aux attente en Ligue des champions. Après avoir fini premier de son groupe, l'équipe s'incline dès les huitièmes de finale face au Bayern Munich, 4-2 sur l'ensemble des deux matchs. Toutefois, le club se console en remportant une nouvelle fois la Coupe d'Angleterre. Après avoir écarté Blackburn Rovers en demi-finale, les hommes de Wenger ont rendez-vous contre le tenant du titre, le grand rival de Manchester United. Privé de sa star Thierry Henry, Wenger met en place un 4-3-3 pour l'occasion en faisant confiance aux jeunes José Antonio Reyes et Cesc Fàbregas notamment. Au terme d'un match nul 0-0, Jens Lehmann détourne la frappe de Paul Scholes juste avant que le capitaine Patrick Vieira, pour son dernier match avec le club, n'inscrive l'ultime tir au but afin de permettre aux Gunners de soulever la Cup pour la dixième fois de leur histoire (0-0, 5-4 t.a.b.).
La saison 2005-2006 fut une saison mémorable et fortement chargée en émotion pour les Gunners puisqu'il s'agit de la dernière dans le stade de Highbury. L'enceinte a vu durant les années 1990 sa capacité passer de 57 000 à 38 000 places afin de répondre aux nouvelles normes de sécurité imposée par la FA. Ce nombre de places étant bien insuffisant afin de répondre aux ambitions économiques et sportives du club, Arsenal avait décidé d'entamer la construction d'une toute nouvelle enceinte de 60 000 places dès le début du nouveau millénaire.
Durant l'intersaison, Patrick Vieira, en fin de contrat quitte comme convenu le club pour rejoindre la Juventus et Thierry Henry est naturellement désigné pour prendre le brassard. La saison est compliquée pour Arsenal qui voit les cadres historiques de la saison des invincibles vieillir ou être trop régulièrement blessés. Wenger s'appuie alors sur plusieurs jeunes joueurs tels que Robin van Persie, Cesc Fàbregas ou encore Philippe Senderos, mais leur manque d'expérience dans une Premier League de plus en plus compétitive coute cher à l'équipe. Conscient que le titre est injouable cette année, Wenger fait de la qualification pour la prochaine Ligue des champions la principale priorité de la saison.

Compositions des équipes lors de la finale de la Ligue des champions face au FC Barcelone.

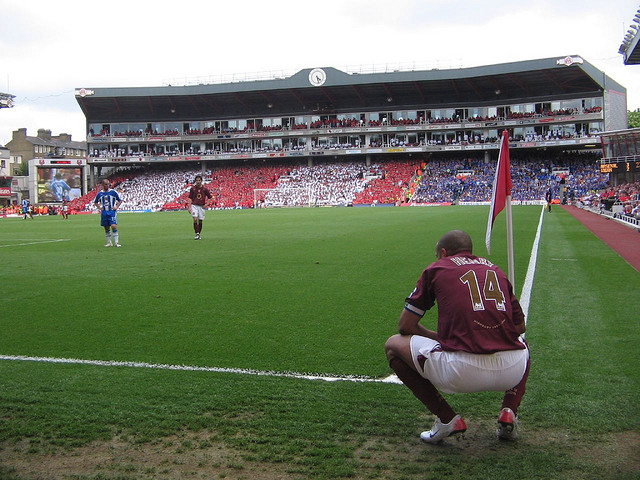
Thierry Henry, lors du dernier match à Highbury en mai 2006.

C'est finalement le 7 mai 2006, date à laquelle les Gunners disputent leur dernier match dans leur enceinte historique contre Wigan que cette mission sera accomplie. Au terme d'une rencontre spectaculaire soldée par un nouveau festival du numéro 14 Thierry Henry qui permit à Arsenal de l'emporter 4-2, les Gunners terminent à la quatrième place en championnat, synonyme de qualification pour la prochaine Ligue des champions.
Quelques jours plus tard et après un parcours héroïque[réf. nécessaire] en Ligue des champions, au cours duquel ils éliminent notamment le Real Madrid, la Juventus et le Villarreal CF, Wenger et ses hommes atteignent la finale de la plus prestigieuse compétition européenne pour la première fois de leur histoire et sont opposés au FC Barcelone de Samuel Eto'o et Ronaldinho. Les Gunners battent là aussi un nouveau record avec dix matches européens consécutifs sans défaite et sans concéder de but. Réduit à dix dès le début de la rencontre après l'exclusion du gardien Jens Lehmann, Arsenal inscrit pourtant le premier but du match par l'intermédiaire de Sol Campbell, en première mi-temps. Toutefois, l'infériorité numérique va coûter cher à l'équipe qui sera défaite à la suite de deux buts inscrits par Samuel Eto'o et Juliano Belletti en fin de match (1-2).

## Départ d'Highbury et période sans titre (2006-2014)

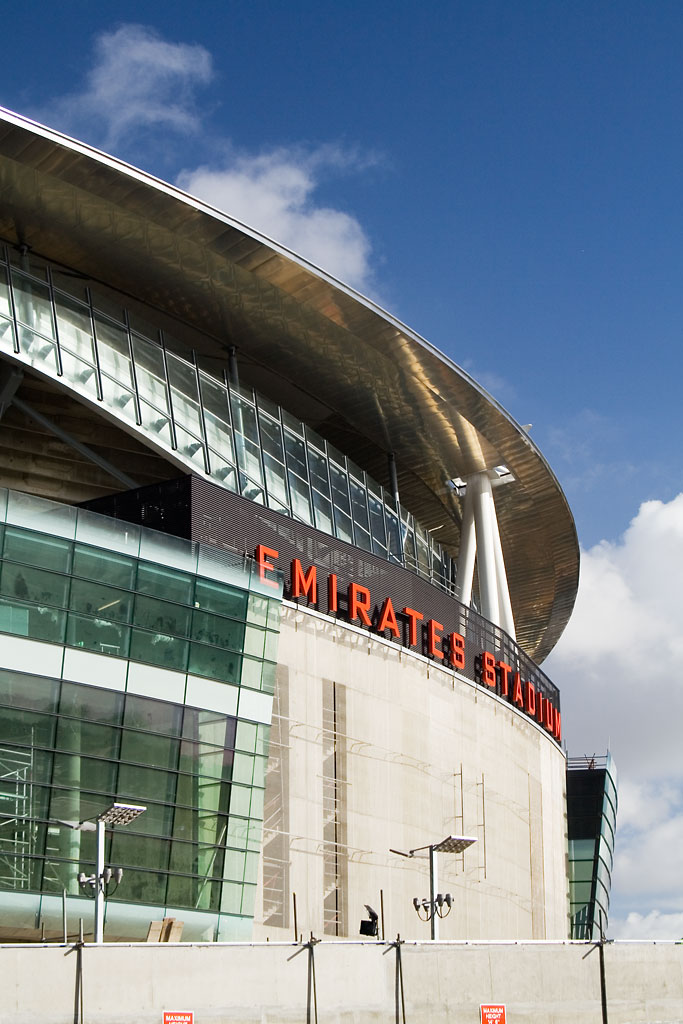
Le tout nouvel Emirates Stadium en 2006.

La saison 2006-2007 est d'abord marquée par l'inauguration du nouvel Emirates Stadium. Trop exigu avec sa capacité limitée à 38 500 spectateurs, Highbury est donc abandonné et partiellement reconverti en logements de luxe, ce qui permet de conserver ses tribunes classées. Le nouveau stade, entamé en décembre 2002 et terminé en juillet 2006, se situe à quelques centaines de mètres, à Ashburton Grove. L'adaptation de l'équipe à son environnement se révèle difficile, et les Gunners sont rapidement éliminés de la course au titre menée tambour battant par Manchester United.
L'intersaison 2007 a été marqué par le départ de Thierry Henry au FC Barcelone. Les supporters des Gunners pensaient que le club allait s'effondrer sans son meilleur buteur de l'histoire du club. De ce fait les joueurs de cette nouvelle saison ont été plus motivés que jamais et ont voulu prouver qu'ils n'avaient pas besoin de "Titi" pour réussir. Donc les joueurs d'Arsenal réalisent un splendide début de saison avec un Cecs Fàbregas en état de grâce qui se réveille aux yeux de l'Europe. Il y a eu aussi une certaine libération en attaque d'Adebayor qui lui aussi réalise un superbe début de saison en inscrivant un superbe but contre Tottenham, club rival d'Arsenal. D'autres joueurs ont fait un très bon début de saison comme Hleb, van Persie, Gallas, Eboué, ou encore Sagna pour ne citer qu'eux. Après 25 journées de championnat, Les Gunners sont premiers avec 60 points. En Ligue des champions les Gunners sont tout aussi exceptionnels avec notamment un 7-0 infligé au Slavia Prague dont deux doublés signés Cecs Fàbregas et Walcott. La grave blessure d'Eduardo à Birmingham marque alors un tournant dans le championnat. Arsenal enchaîne les matches nuls et se fait rapidement rattraper par ses poursuivants. Les Gunners sont éliminés de la Ligue des champions par Liverpool au stade des quarts de finale et sont depuis dépassés par Chelsea et Manchester United en tête du championnat anglais.
La défaite en finale de la ligue des champions marque le début d'un relatif déclin pour les Gunners de Wenger. Malgré l'achat de jeunes stars en devenir (Robin van Persie, Samir Nasri, Bacary Sagna, Theo Walcott, Alex Oxlade-Chamberlain, Aaron Ramsey…) et l'éclosion de certaines pépites du centre de formation (Jack Wilshere, Kieran Gibbs…), les grands joueurs de l'équipe des invincibles décident tour à tour de quitter le club (Patrick Vieira vers la Juventus, Thierry Henry vers Barcelone, Ashley Cole vers Chelsea) laissant donc la place à la nouvelle génération qui a du mal à confirmer au plus haut niveau. En effet, les Gunners ne parviennent plus à jouer le titre en championnat (ils terminent 3e et 4e) et échouent souvent sur la dernière ou avant dernière marche menant à un trophée. En témoignent les deux finales de League Cup perdues contre Chelsea et Birmingham en 2007 et 2011, ainsi que la demi-finale de Ligue des champions perdue 4-1 sur l'ensemble des deux matchs face à Manchester United en 2009. Malgré cette longue disette, Wenger continue de renforcer les finances du club, quitte à sacrifier l'aspect sportif, pour permettre de payer rapidement le tout nouveau stade.

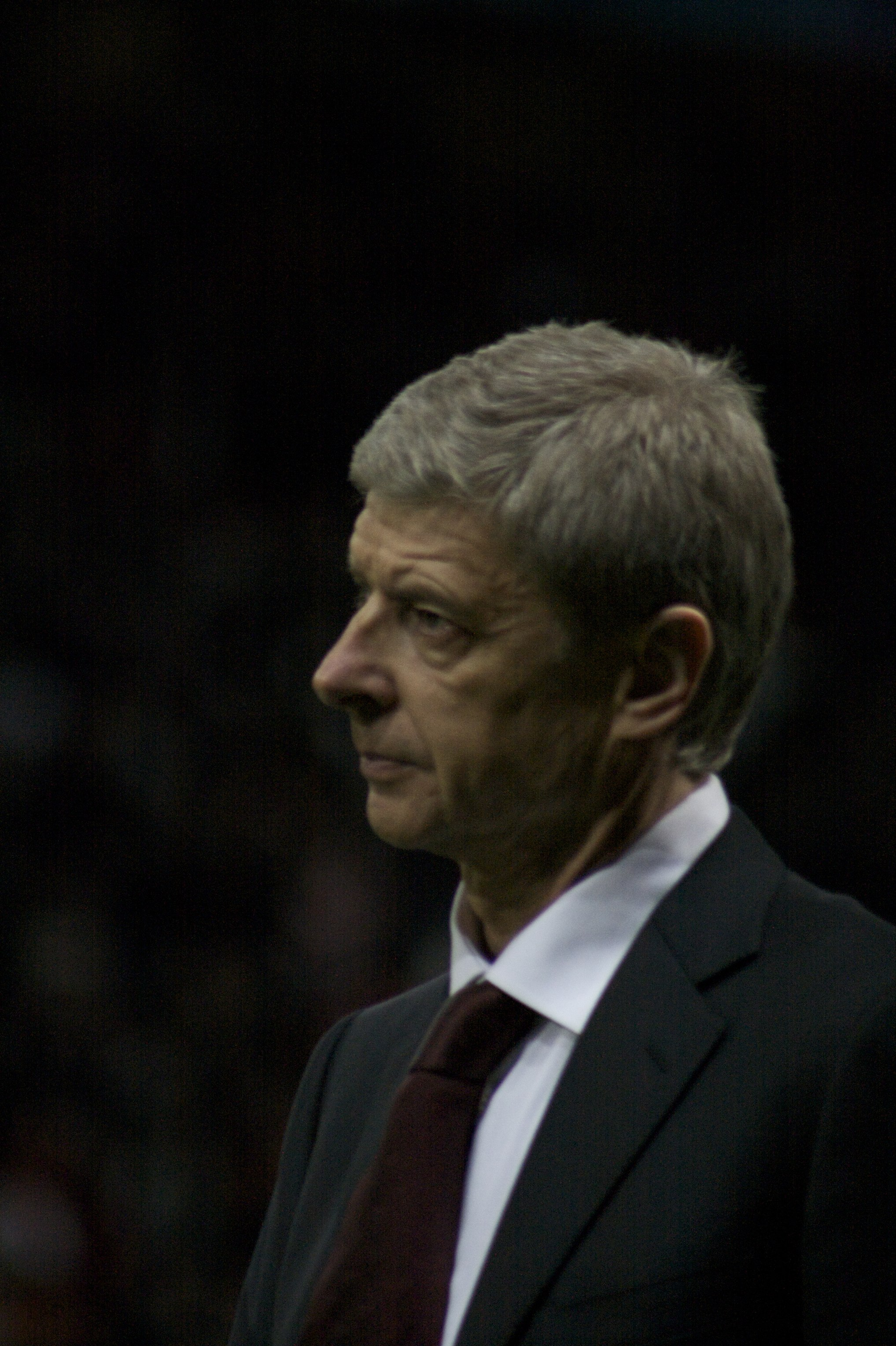
Arsène Wenger en 2009.

À partir de 2011, de nombreux talents qui composaient cette jeune génération maudite décidèrent de quitter le club dans l'espoir de gagner enfin un trophée au plus haut niveau. Ainsi, à l'été 2011, trois joueurs majeurs du club ont décidé de quitter Londres pour partir dans un club plus compétitif (Gaël Clichy et Samir Nasri à Manchester City, Cesc Fàbregas à Barcelone). Les Gunners se qualifient toutefois pour la Ligue des champions 2012-2013 en grande partie grâce à leur capitaine Robin van Persie. Cependant, une nouvelle saignée frappa les Londoniens lors de l'été 2012 puisque ce dernier, alors adulé par les fans, décide lui aussi de quitter le club, qui plus est pour aller chez l'ennemi Manchester United, ce qui provoqua la colère des fans. Alexandre Song fit aussi ses valises pour Barcelone. Malgré un effort des investisseurs pour faire venir quelques joueurs de renom (Santi Cazorla, Lukas Podolski), la saison 2012-2013 ressemble à toutes les précédentes et se termine sans le moindre trophée pour Arsenal, soit la huitième saison consécutive.
Cependant, un vent nouveau semble souffler sur l'Emirates Stadium à l'aube de la saison 2013-2014. En effet, malgré sa volonté de rester sage et raisonnable sur le marché des transferts, Arsène Wenger promet du changement. Ainsi, une enveloppe de près de 80 millions d'euros lui est offerte dans le but de rendre Arsenal de nouveau compétitif sur le plan national et européen. Le 2 septembre 2013, durant la dernière soirée du marché des transferts, Arsenal réalise le plus gros transfert de son histoire en signant l'allemand Mesut Özil pour près de 50 millions d'euros. Cela en fait le deuxième plus gros transfert de l'histoire de la Premier League derrière Fernando Torres. Ce transfert vient redonner de la crédibilité à Arsène Wenger et au club d'Arsenal.

## Fin de l'ère Wenger (2014-2018): retour des titres puis départ du club
Arsenal entame sa saison 2013-2014 par une défaite contre Aston Villa, ce qui accentue la pression sur les épaules d'Arsène Wenger alors qu'approche à grands pas un match de barrage de la Ligue des champions face aux Turcs du Fenerbahçe. C'est à partir de ce match que les choses vont commencer à aller mieux pour les pensionnaires de l'Emirates puisque, après avoir facilement disposé des Stambouliotes, les protégés d'Arsène Wenger remettent les choses au clair en championnat puisqu'ils battent Fulham 3-1 mais surtout leur ennemi juré de Tottenham 1-0 sur un but d'Olivier Giroud.

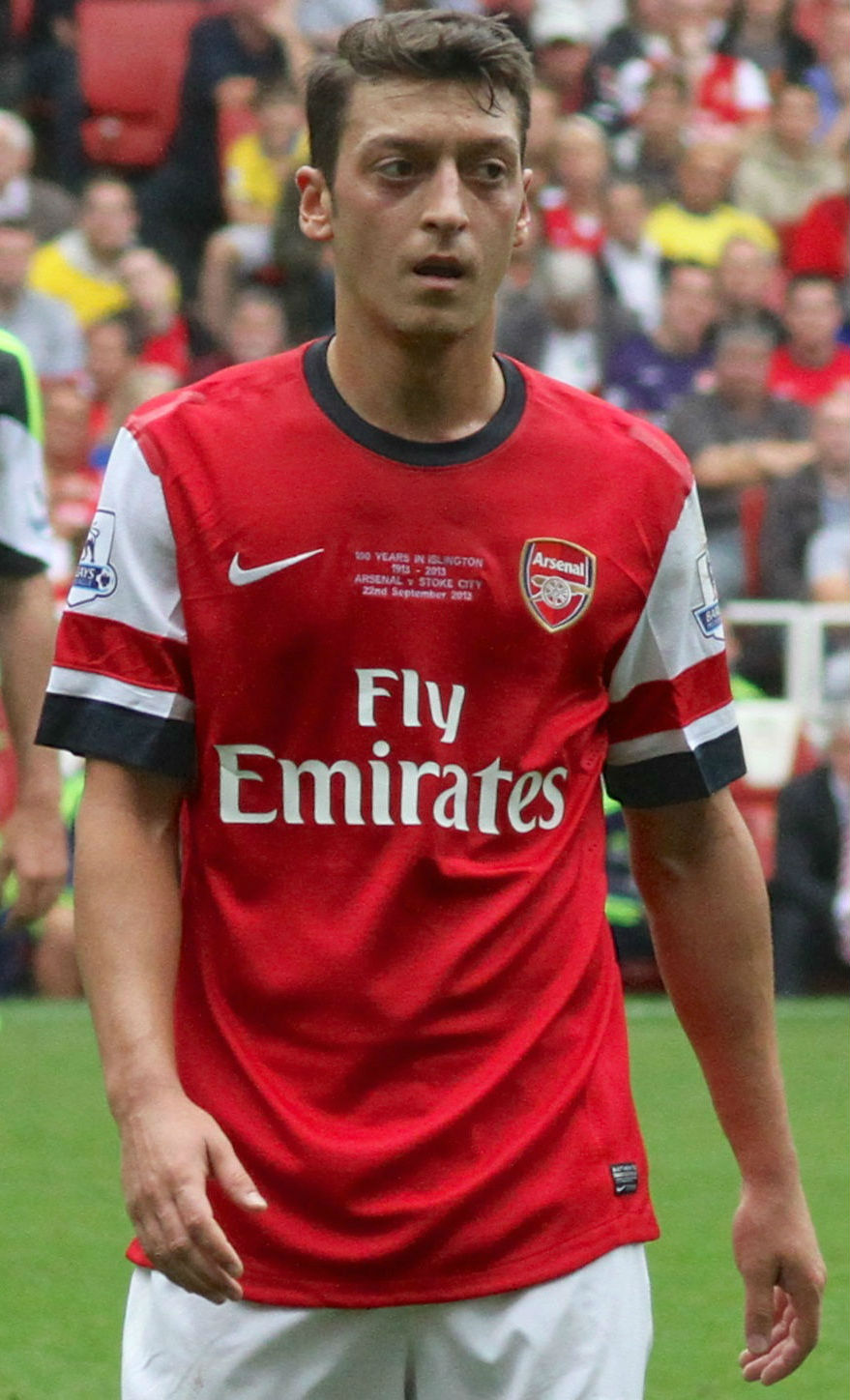
Mesut Özil, recrue phare en 2013

Le 2 novembre 2013, lors de la 10e journée du championnat anglais, Arsenal bat Liverpool 2-0 et prend la première place, comptant 5 points d'avance sur Chelsea et Liverpool. Mais malgré cela, le club londonien finira 4e du championnat derrière ces deux équipes et Manchester City qui remportera le titre. Le 17 mai 2014, Arsenal a rendez-vous en finale de la FA Cup pour tenter de remporter son premier trophée depuis 2005. Les Gunners, pourtant menés 2-0 après huit minutes de jeu contre Hull City retournent complètement la situation et finissent par s'imposer 3-2 grâce à des buts de Santi Cazorla, Laurent Koscielny et Aaron Ramsey.

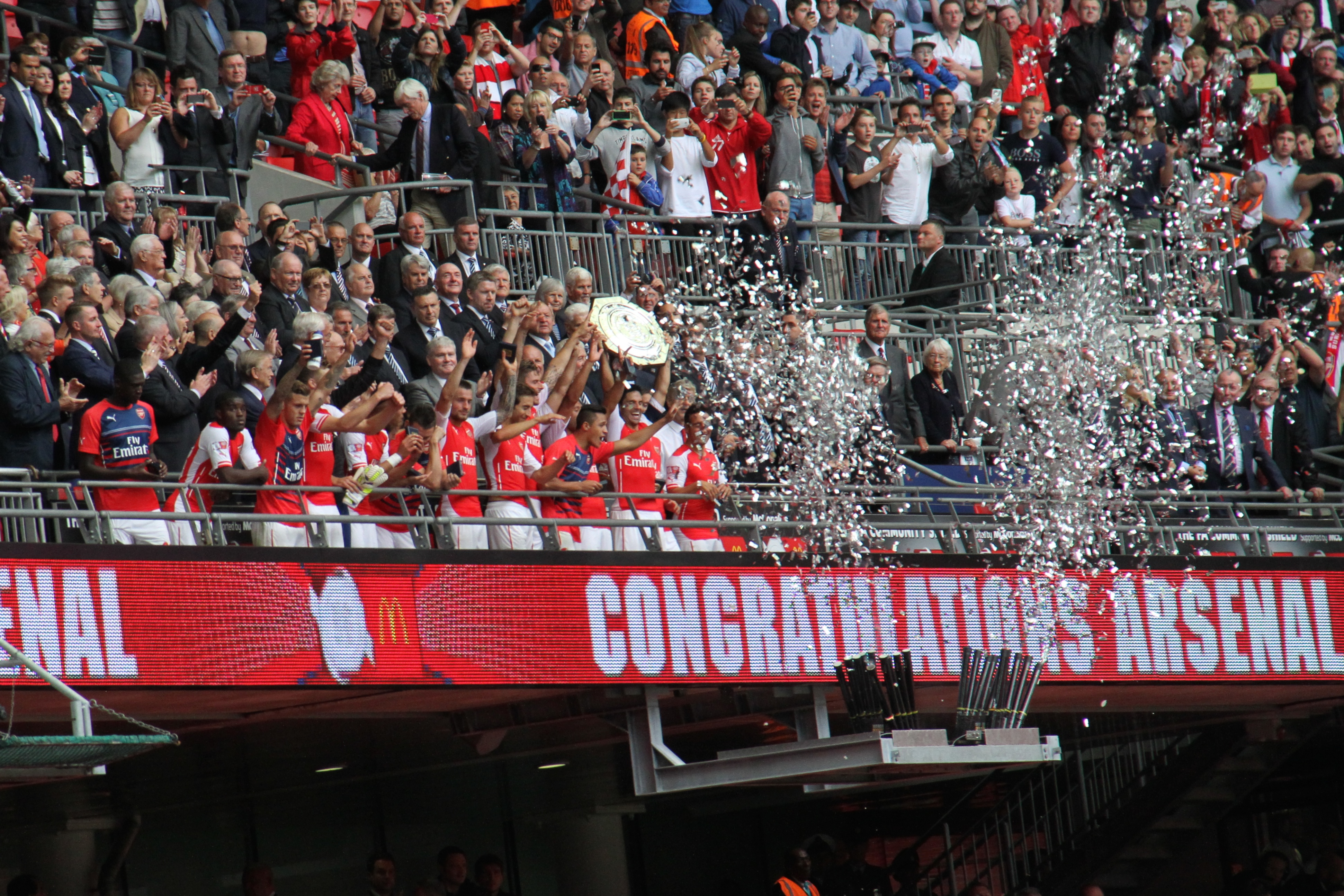
Arsenal vainqueur du Community Shield 2014.

Presque trois mois plus tard, le 10 août 2014, Arsenal remporte un deuxième trophée consécutif en battant Manchester City 3-0 dans le traditionnel Community Shield à Wembley.
Le 30 mai 2015, les Gunners prouvent de nouveau que la période 2006-2013 est oubliée, remportant pour la deuxième année consécutive la FA Cup face à Aston Villa sur le large score de 4-0. Ce nouveau sacre permet à Arsenal de devenir le seul recordman de victoires en Cup, la plus ancienne compétition au monde (1871) : 12 désormais devant son éternel rival, Manchester United qui en compte 11. Le 2 août 2015, Arsenal affronte sa bête noire Chelsea pour le Community Shield et a donc l'occasion de réaliser le doublé FA Cup - Community Shield comme en 2014. Cela briserait la malédiction d'Arsène Wenger qui n'a jamais battu José Mourinho en 13 rencontres. Arsenal s'impose finalement 1-0 et lance idéalement sa saison 2015-2016.
Arsène Wenger a, lui, profité de l'occasion pour ajouter une sixième Cup à son palmarès. Il est le seul entraîneur de l'histoire des Gunners à avoir remporté l'épreuve plus d'une fois, et l’entraîneur le plus titré au niveau des Coupes.
Pour cette saison 2015-2016, les Gunners ont à cœur de remporter enfin la Premier League qui leur échappe depuis 2004. Les joueurs ont changé mais la philosophie reste la même, un jeu rapide et au sol et basé vers l'avant qu'a instauré Wenger à son arrivée. Vainqueur de Manchester United 3-0 à l'Emirates, les Gunners ont banni leur tendance à perdre contre les grands clubs, ce qui leur faisait défaut ces dernières années. Toutefois, l'équipe dépassera son rival éternel Tottenham lors de la dernière journée et finira deuxième au classement derrière l'équipe surprise Leicester.

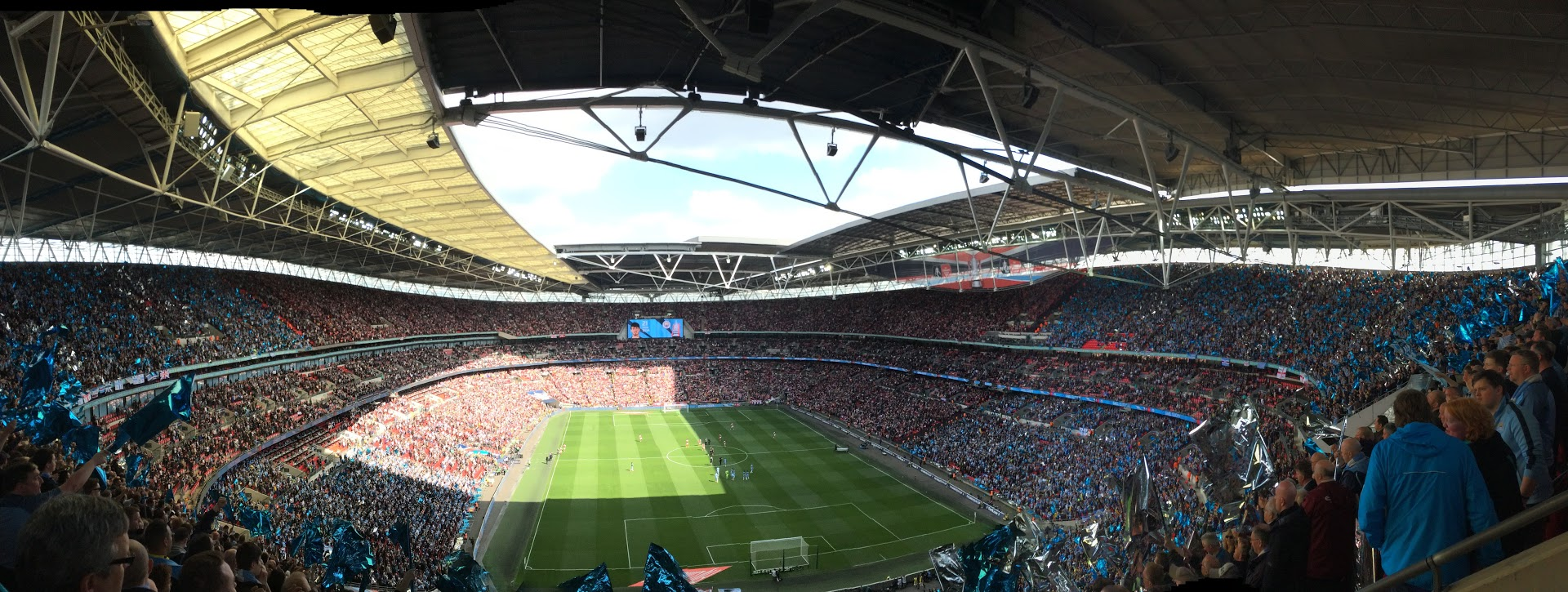
Demi-finale de FA Cup entre les Gunners et Manchester City en 2017.

Malgré des débuts hésitants, la saison 2016-2017 semble confirmer le retour au sommet des Gunners avec une défense retrouvée grâce au recrutement de Shkrodran Mustafi associé au taulier Laurent Koscielny et marqué par une retentissante victoire 3-0 face à Chelsea FC. Après une série convaincante lors de la période du Boxing Day, Arsenal s’effondre autant en championnat qu'en Ligue des champions. Les mauvais résultats combinés à l'avenir incertain de Wenger au club entretiennent un mécontentement en tribune pour une partie des supporters demandant la non-prolongation du manager et le départ du propriétaire américain. La fin de saison ne masque que peu les lacunes d'Arsenal. Le club termine à une cinquième place et sur une victoire en FA Cup. Même si le nombre de trophées en FA Cup constitue un record (13), Arsenal ne parvient pas à obtenir une place pour la prochaine Ligue de champions mais seulement pour la Ligue Europa. C'est la première fois depuis 20 ans qu'Arsenal n'accède pas à la plus prestigieuse compétition européenne. Les perspectives économiques, l'avenir de joueurs clés (Sánchez, Özil, etc.) et la défiance envers Arsène Wenger ne permettent pas de se projeter sereinement pour la prochaine saison.

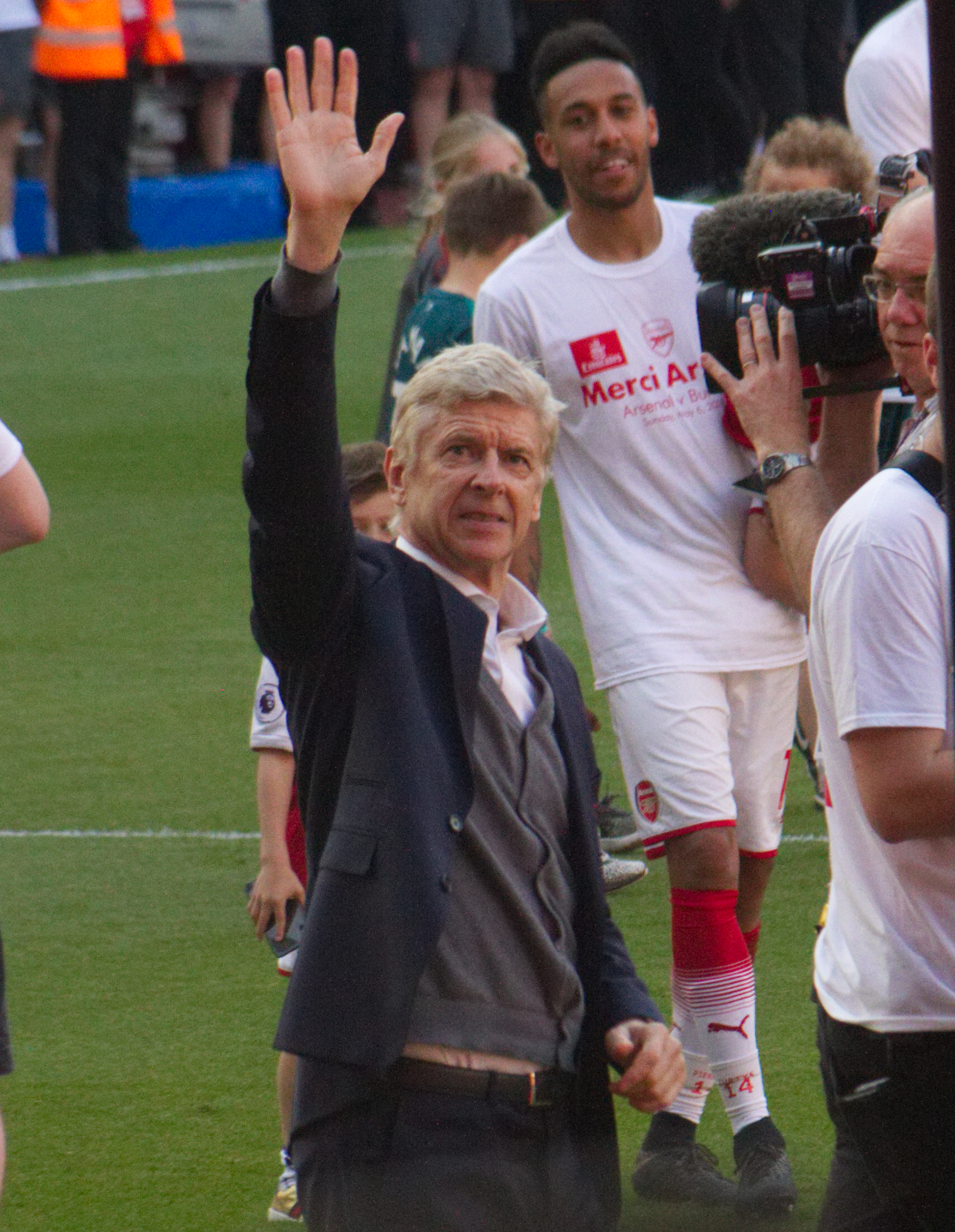
Arsène Wenger, lors de ses adieux en mai 2018.

Le 20 avril 2018, Arsène Wenger annonce qu'il quittera le club à la fin de la saison 2017-18, après près de 22 ans de carrière au sein du club londonien. Il aura remporté sept coupes d'Angleterre, soit plus de la moitié du palmarès d'Arsenal dans la compétition ; il a remporté également sept fois le Community Shield, été trois fois champion d'Angleterre (dont une saison invaincu en 2003-04) et participé à deux finales européennes : la Coupe UEFA en 2000 et surtout la Ligue des champions en 2006 contre le FC Barcelone. D'après le communiqué, Wenger déclare « je suis reconnaissant d'avoir eu le privilège de servir le club pendant tant d'années mémorables ».

## Fin de l’ère Wenger et début de Unai Emery (2018) puis de Fredrik Ljungberg (2019)
Le 20 avril 2018, le club annonce le départ d'Arsene Wenger à la fin de la saison de Premier League 2017-2018. Le dernier match de Wenger sur le banc d'Arsenal se déroule le 13 mai 2018 face à Huddersfield Town, au John Smith's Stadium. Il se solde par une victoire des Gunners 1-0. Wenger passe près de vingt-deux ans au club et dirige au total 1 217 matches, pour notamment trois titres de champion d'Angleterre et sept titres de Coupe d'Angleterre.

### Débuts d'Unai Emery
Le 23 mai 2018, Unai Emery devient le nouvel entraîneur d'Arsenal. Il est le premier Espagnol de l'histoire à entraîner le club. Il déclare notamment que « c'est un rêve devenu réalité. Succéder à Arsène Wenger est un grand challenge pour moi. Je suis fier de travailler ici, après lui. Après deux saisons sans Ligue des champions, il va falloir travailler dur, et tous ensemble, pour revenir. Mon style ? J'aime la possession. Et quand on ne peut pas l'avoir, je veux que l'équipe soit intense au pressing. ».
Le début de saison est compliqué pour les Gunners. Le 12 août 2018, Arsenal s'incline à domicile pour le premier match du tacticien espagnol en Premier League face à Manchester City (0-2). Une autre défaite suit le 18 août face à Chelsea (2-3) avant qu'Arsenal enchaîne une série de dix victoires et quatre nuls en championnat, dont un succès de prestige contre Tottenham Hotspur (4-2) le 2 décembre 2018. La cote de popularité d'Emery est alors au plus haut, et les supporters se mettent à rêver d'une seconde partie de saison réussie. Cependant, le club, longtemps bien placé pour décrocher une place qualificative pour la Ligue des champions s'effondre en fin de championnat et termine seulement cinquième au classement. Le seul espoir pour retrouver la plus belle des compétitions européennes est alors de l'emporter en Ligue Europa. Après un parcours réussi qui voit les Gunners écarter notamment le Stade rennais, Naples ou encore Valence, l'équipe est balayée en finale de la compétition face aux rivaux de Chelsea. Le 29 mai 2019, les Gunners s'inclinent 4-1 face aux Blues au Stade olympique de Bakou, en Azerbaïdjan. Arsenal est de nouveau contraint de disputer la Ligue Europa la saison suivante.
Durant l'intersaison, le club investi massivement afin de soutenir Emery dans son projet de reconstruction. Ainsi arrive notamment le défenseur brésilien David Luiz, le latéral gauche écossais Kieran Tierney mais surtout, le milieu offensif ivoirien Nicolas Pépé contre 80 millions d'euro, un record du club.
Le début de saison est toutefois largement en dessous des attentes, et après une série de résultats catastrophiques, Emery est limogé le 29 novembre 2019.

### Dernier match d'Unai Emery puis débuts de Fredrik Ljungberg et de Mikel Arteta
Le 29 novembre 2019, au lendemain d'une défaite à domicile face à l'Eintracht Francfort (1-2) en Ligue Europa, Arsenal FC annonce le départ du club d'Unai Emery,. Il est remplacé ad interim à son poste dans la foulée par l'ancien joueur du club Fredrik Ljungberg. Après un match nul face à Norwich City (2-2) le 1er décembre à Carrow Road, les hommes de Ljungberg s'inclinent à domicile le 5 décembre face à Brighton (1-2) plongeant Arsenal dans une série noire de neuf défaites toutes compétitions confondues. Une première depuis 42 ans. Le 9 décembre, Arsenal se reprend face à West Ham United au Stade olympique de Londres en remportant son premier match sous les ordres de Ljungberg (3-1).
Le 20 décembre 2019, l'Espagnol Mikel Arteta, lui aussi ancien joueur du club, est nommé entraîneur. Il était avant sa nomination l'adjoint de Pep Guardiola à Manchester City. Le premier match avec Arteta comme entraîneur a lieu le 26 décembre (Boxing Day) à Dean Court contre AFC Bournemouth (1-1).

## Mikel Arteta (depuis 2019)
La direction d'Arsenal par le biais de Stan Kroenke accorde sa confiance à Mikel Arteta avec la lourde tâche d'insuffler un vent nouveau. Arteta fait une demi-saison avec les Gunners lors de la saison 2019-2020.
En mars 2020, alors que le club végète en milieu de tableau, l'ensemble des compétitions sont interrompues à cause de la pandémie de Covid-19. Le football reprend finalement en juin et quelques semaines plus tard, le 1er août 2020, le club londonien remporte sa quatorzième Coupe d'Angleterre face à Chelsea sur le score de 2 buts à 1. Ce triomphe vient ainsi sauver la saison du club en lui permettant de se qualifier pour la Ligue Europa. Arsenal commence sa saison 2020-2021 en remportant le Community Shield face à Liverpool. Malgré cette victoire en ouverture de saison, le club semble de nouveau embourbé dans les mêmes problèmes que la saison précédente. Les Gunners, largués dans la course aux places européennes en championnat se voient éliminés de la FA Cup dès le début de la compétition par Southampton et seule une victoire en Ligue Europa peut empêcher Arteta et ses hommes de se retrouver sans compétition européenne la saison prochaine. Cependant, ce all in sur la scène européenne ne paiera pas puisqu'Arsenal sera éliminé en demi-finale de la compétition face aux futurs vainqueurs, Villarreal. Cette saison se termine de nouveau de manière très décevante pour le club, dont les seules satisfactions auront été les percées définitives des deux jeunes du club, Bukayo Saka et Emile Smith-Rowe.
Malgré cette nouvelle déconvenue, Arteta conserve la confiance du board qui décide une nouvelle fois d'investir massivement sur le marché des transferts. Durant l'été 2021, le club enregistre ainsi l'arrivée des deux internationaux anglais Ben White et Aaron Ramsdale contre une somme de 80 millions de livres, du Portugais Nuno Tavares et du milieu norvégien Martin Ødegaard contre un montant estimé entre 35 et 40 millions de livres.